# Richard Jarůšek
Richard Jarůšek (* 8. srpna 1991, Brno) je český hokejový útočník, který momentálně působí v týmu Glasgow Clan hrající EIHL.

## Hráčská kariéra
Svoji hokejovou kariéru začal v Kometě Brno, kde působil od žáků až do juniorské kategorie. Před sezonou 2008/09 zamířil do zámoří, kde nastupoval za americký tým Saginaw Spirit z OHL. Po roce se vrátil zpět do Česka a upsal se mužstvu Orli Znojmo, v jehož dresu hrál nejprve ve druhé nejvyšší soutěži a poté v mezinárodní lize EBEL. Zpočátku tohoto angažmá nastupoval i za juniory a rovněž působil formou střídavých startů také v "áčku" druholigového celku HC Břeclav. V prosinci 2013 odešel ze Znojma na hostování do klubu BK Mladá Boleslav, opačným směrem zamířili taktéž hostovat David Pojkar a Tomáš Jiránek. V ročníku 2013/14 pomohl týmu k postupu do nejvyšší soutěže, kam se Boleslav vrátila po dvouleté pauze. V roce 2014 se stal kmenovým hráčem mužstva a kromě startů v extralize si připsal také několik odehraných utkání za prvoligové kluby HC Dukla Jihlava a HC Stadion Litoměřice. V sezoně 2015/16 již působil pouze v Mladé Boleslavi a dařilo se mu herně i bodově.

### Mountfield HK
V květnu 2016 odešel jako volný hráč do Mountfieldu HK z Hradce Králové, se kterým se domluvil na dvouleté smlouvě. S Hradcem se představil na konci roku 2016 na přestižním Spenglerově poháru, kde byl tým nalosován do Torrianiho skupiny společně s celky HC Lugano (Švýcarsko) a Avtomobilist Jekatěrinburg (Rusko) a skončil v základní skupině na druhém místě. Ve čtvrtfinále poté vypadl po prohře 1:5 nad evropským výběrem Kanady. V ročníku 2016/17 s mužstvem poprvé v jeho historii postoupil v nejvyšší soutěži do semifinále play-off, kde byl klub vyřazen pozdějším mistrem – Kometou Brno v poměru 2:4 na zápasy, ale Jarůšek společně se spoluhráči a trenéry získal bronzovou medaili.

## Ocenění a úspěchy
- 2014 Postup s týmem BK Mladá Boleslav do ČHL
- 2018 ČHL - Nejtrestanější hráč v playoff

## Prvenství
- Debut v ČHL - 5. října 2014 (BK Mladá Boleslav proti HC Slavia Praha)
- První gól v ČHL - 14. října 2014 (HC Vítkovice Steel proti BK Mladá Boleslav, brankáři Danielu Dolejšovi)
- První asistence v ČHL - 19. října 2014 (BK Mladá Boleslav proti PSG Zlín)
- První hattrick v ČHL - 28. prosince 2017 (HC Sparta Praha proti Bílí Tygři Liberec)

## Klubové statistiky
| Sezóna                | Klub                  | Soutěž                |     | Základní část | Základní část | Základní část | Základní část | Základní část |   | Play off | Play off | Play off | Play off | Play off |
| Sezóna                | Klub                  | Soutěž                | Z   | G             | A             | B             | TM            | Z             | G | A        | B        | TM       |          |          |
| 2008/2009             | Saginaw Spirit        | OHL                   | 48  | 6             | 5             | 11            | 17            | 6             | 1 | 0        | 1        | 0        |          |          |
| 2009/2010             | Orli Znojmo           | 1.ČHL                 | 14  | 1             | 2             | 3             | 4             | 4             | 0 | 0        | 0        | 2        |          |          |
| 2009/2010             | HC Břeclav            | 2.ČHL                 | 6   | 2             | 2             | 4             | 8             | —             | — | —        | —        | —        |          |          |
| 2010/2011             | Orli Znojmo           | 1.ČHL                 | 22  | 5             | 3             | 8             | 20            | 11            | 2 | 5        | 7        | 10       |          |          |
| 2011/2012             | Orli Znojmo           | EBEL                  | 39  | 6             | 3             | 9             | 28            | 4             | 0 | 0        | 0        | 2        |          |          |
| 2012/2013             | Orli Znojmo           | EBEL                  | 54  | 25            | 26            | 51            | 30            | 4             | 1 | 1        | 2        | 2        |          |          |
| 2013/2014             | Orli Znojmo           | EBEL                  | 26  | 7             | 5             | 12            | 16            | —             | — | —        | —        | —        |          |          |
| 2013/2014             | BK Mladá Boleslav     | 1.ČHL                 | 17  | 6             | 2             | 8             | 12            | 9             | 5 | 6        | 11       | 8        |          |          |
| 2014/2015             | HC Dukla Jihlava      | 1.ČHL                 | 9   | 0             | 3             | 3             | 2             | —             | — | —        | —        | —        |          |          |
| 2014/2015             | HC Stadion Litoměřice | 1.ČHL                 | 8   | 3             | 1             | 4             | 12            | —             | — | —        | —        | —        |          |          |
| 2014/2015             | BK Mladá Boleslav     | ČHL                   | 33  | 5             | 6             | 11            | 22            | —             | — | —        | —        | —        |          |          |
| 2015/2016             | BK Mladá Boleslav     | ČHL                   | 50  | 14            | 16            | 30            | 34            | 10            | 4 | 1        | 5        | 6        |          |          |
| 2016/2017             | Mountfield HK         | ČHL                   | 52  | 19            | 26            | 45            | 36            | 11            | 1 | 3        | 4        | 34       |          |          |
| 2017/2018             | Mountfield HK         | ČHL                   | 20  | 5             | 3             | 8             | 12            | —             | — | —        | —        | —        |          |          |
| 2017/2018             | HC Sparta Praha       | ČHL                   | 29  | 13            | 9             | 22            | 32            | 3             | 0 | 0        | 0        | 40       |          |          |
| 2018/2019             | HC Sparta Praha       | ČHL                   | 36  | 9             | 4             | 13            | 16            | 4             | 2 | 0        | 2        | 16       |          |          |
| 2019/2020             | HC Verva Litvínov     | ČHL                   | 52  | 22            | 16            | 38            | 51            | —             | — | —        | —        | —        |          |          |
| 2020/2021             | HC Verva Litvínov     | ČHL                   | 52  | 18            | 14            | 32            | 24            | 3             | 1 | 0        | 1        | 4        |          |          |
| 2021/2022             | HC Verva Litvínov     | ČHL                   | 51  | 10            | 14            | 24            | 34            | —             | — | —        | —        | —        |          |          |
| 2022/23               | Pioneers Vorarlberg   | ICEHL                 | 28  | 8             | 7             | 15            | 14            | —             | — | —        | —        | —        |          |          |
| 2022/2023             | HC Vítkovice Ridera   | ČHL                   | 9   | 4             | 0             | 4             | 2             | 11            | 0 | 1        | 1        | 2        |          |          |
| 2023/24               | Rytíři Kladno         | ČHL                   | 52  | 4             | 9             | 13            | 43            | —             | — | —        | —        | —        |          |          |
| Celkem v ČHL          | Celkem v ČHL          | Celkem v ČHL          | 436 | 123           | 117           | 240           | 306           | 42            | 8 | 5        | 13       | 102      |          |          |
| Celkem v ICEHL (EBEL) | Celkem v ICEHL (EBEL) | Celkem v ICEHL (EBEL) | 147 | 46            | 41            | 87            | 88            | 8             | 1 | 1        | 2        | 4        |          |          |

## Reprezentace
| Rok                       | Tým                       | Soutěž                    | Z | G | A | B | TM |
| ------------------------- | ------------------------- | ------------------------- | - | - | - | - | -- |
| 2016                      | Česko                     | MS                        | 7 | 0 | 0 | 0 | 0  |
| Seniorská kariéra celkově | Seniorská kariéra celkově | Seniorská kariéra celkově | 7 | 0 | 0 | 0 | 0  |